# Masacre de Amritsar

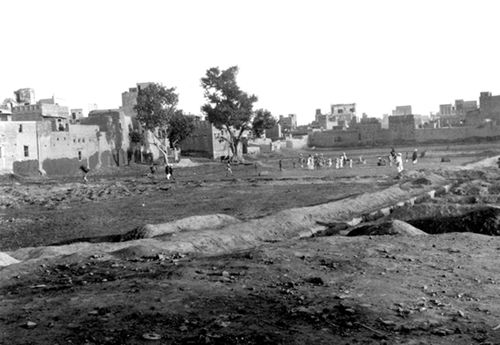
El jardín Jallianwala Bagh un mes después de la masacre.

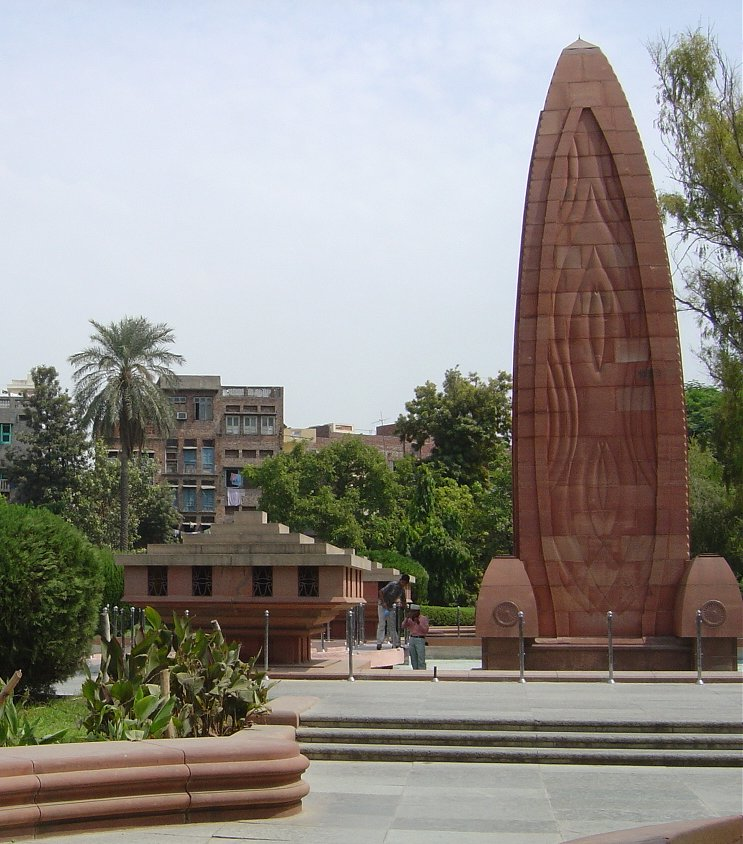
Monumento a la masacre de Amritsar.

La masacre de Amritsar, también conocida como la masacre del Jallianwala Bagh (‘Jardín Jallianwala’), fue una matanza ocurrida en la ciudad de Amritsar el 13 de abril de 1919, cuando soldados del Ejército Indio Británico, al mando del general Reginald Dyer, ametrallaron a una multitud de miles de hombres, mujeres y niños sijes, hinduistas y musulmanes desarmados, que estaban reunidos en el jardín de Jallianwala para el festival de Vaisakhi (Año Nuevo).

## Antecedentes
En 1919, el gobierno británico de la India británica promulgó el decreto Rowlatt, con el cual prolongó el régimen de excepción más allá de la Primera Guerra Mundial, con la finalidad de combatir las presuntas actividades subversivas existentes en la zona, prohibiendo reuniones de más de cinco hindúes en simultáneo. Habían surgido tensiones políticas derivadas de la negativa británica a conceder autonomía a la India británica tras la participación de miles de soldados indios en el ejército británico durante la Primera Guerra Mundial, lo cual había reactivado los movimientos independentistas en la India. Teorías conspirativas sobre una insurrección en Punjab tomaban fuerza en los círculos militares británicos, y ello generó un escenario de sospechas continuas.

## La masacre
El 13 de abril de 1919, en la ciudad de Amritsar, un gran número de personas de diversos credos (sijes, hinduistas y musulmanes) se habían reunido para el festival de Vaisakhi (Año Nuevo), y se dirigieron al Jardín de Jallianwala a las 16 horas para cerrar la celebración. Dicho jardín era un espacio público, de forma rectangular, al cual se podía acceder (y salir) por un gran pórtico. No obstante, el Jardín de Jallianwala estaba rodeado por edificios y casas, así como por un gran pozo, dado que las pocas salidas estrechas que existían se hallaban cerradas.
Al conocerse de la congregación de unos varios miles de personas en el Jardín de Jallianwala, el brigadier británico Reginald Dyer acudió al lugar a las 17.30 horas con 90 soldados (25 balochis y 65 gurkhas), junto con dos automóviles blindados, que no pudieron entrar al recinto. Otros guardias bloquearon las posibles salidas.
Ya en el Jardín de Jallianwala, y sin aviso previo a la multitud, Dyer ordenó a sus tropas disparar sucesivas descargas sobre la masa de civiles. Durante diez minutos, las tropas al mando de Dyer dispararon un total de 1650 cartuchos, mientras la muchedumbre espantada tras los primeros disparos luchaba por huir del Jardín de Jallianwala. Docenas perecieron en la estampida y otros 120 individuos murieron al caer al pozo que rodeaba el jardín. Dyer dio orden de cesar el fuego recién al advertir que sus tropas habían gastado casi toda su munición. De inmediato Dyer dispuso abandonar el recinto rápidamente sin atender a los varios centenares de heridos que yacían en el suelo, dejándolos morir durante la noche, pues se había decretado un toque de queda en toda la ciudad desde la puesta del sol.
El gobierno británico emitió un comunicado donde afirmaba que los soldados habían sido atacados por manifestantes que estaban protestando en Amritsar en contra de las medidas; conforme a las cifras británicas la concentración se había salido de control y los soldados habían empezado a disparar, matando a 379 varones manifestantes e hiriendo a otros 1200. En los reportes posteriores, Dyer afirmó haber disparado sobre un «potencial ejército rebelde» y justificó las medidas drásticas y la matanza, alegando:

Este acto no fue hecho para desbandar a la multitud sino para castigar a los indios por su desobediencia.

## Reacciones
Las reacciones en el resto de la India fueron especialmente condenatorias, tanto por la matanza de personas desarmadas propiamente dicha como por la intención del brigadier Dyer de «dar un escarmiento» a la población india. En protesta contra la matanza, el escritor  Rabindranat Tagore, ganador del Premio Nobel de Literatura hacía apenas una década, renunció a su título de sir (caballero) otorgado por el gobierno británico, citando como motivo que «se ponía al lado de sus compatriotas [...] que sufren una degradación indigna de seres humanos». 
En Gran Bretaña el gobierno de Lloyd George trató de evitar una mayor difusión de la noticia al considerarse un gran escándalo lo sucedido en la India. Pronto se conocieron detalles de la masacre, generando el firme repudio de numerosos líderes políticos como Winston Churchill y Herbert Henry Asquith. Al constatarse que las víctimas no portaban armas y no había indicios de alguna verdadera rebelión en Amritsar, una gran parte de la opinión pública británica se alineó con esta postura.
Pese a las fuertes críticas, y a la formación (en julio de 1919) de una comisión gubernamental autorizada por el primer ministro Lloyd George para investigar la conducta de Reginald Dyer, el gobernador británico de Punjab, Michael O'Dwyer, aprobó la conducta de Dyer y requirió al gobierno británico que dicho oficial «no fuera castigado sino felicitado por evitar una revuelta en el Punjab», mientras que miembros de la Cámara de los Lores solicitaron informalmente que Dyer no fuera sometido a un tribunal. Otros conservadores británicos, como el escritor Rudyard Kipling, expresaron su apoyo al brigadier Dyer, afirmando que este había «salvado a la India para el Imperio» y buscaron justificar la matanza. La prensa del Reino Unido recibió numerosas cartas de ciudadanos conservadores en similar sentido, aprobando la masacre de civiles como una «batalla contra la insurrección».
La matanza marcó permanentemente las relaciones entre la India y el Reino Unido, siendo históricamente el preludio del movimiento de no cooperación que encabezó Mahatma Gandhi entre 1920 y 1922.